# آيسلندية رفيعة

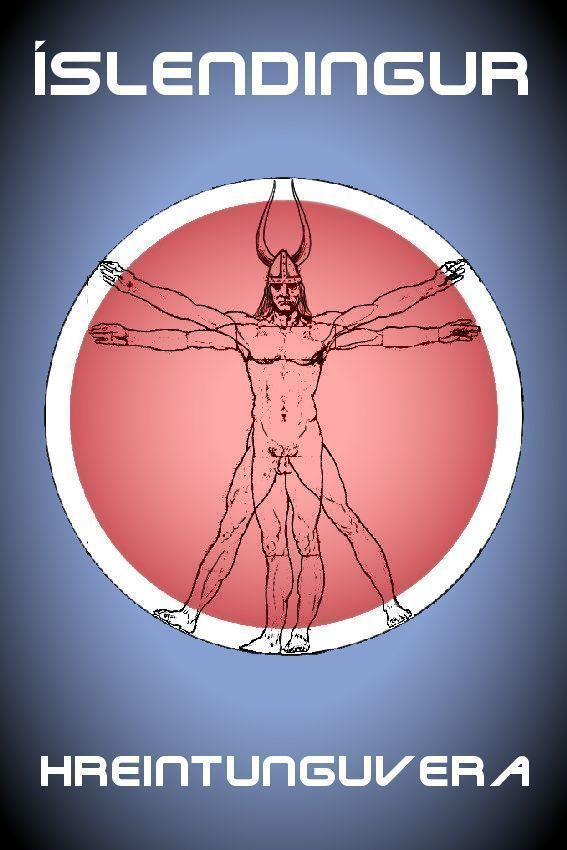

اللغة الأيسلندية الرفيعة هي نموذج صافٍ مصطنع من الآيسلندية الحديثة وضعها البلجيكي جوزيف براكمانز مع حركة صغيرة أسسها اللغويون الصفائيون في أيسلندا. وكان الهدف منها هو خلق ملاذ لغوي رمزي للأيسلنديين الذين يعارضون تحول لغتهم إلى الإنجليزية والذين يريدون المحافظة على صفاء لغتهم الأم الأصلية قدر الإمكان. ويتمثل جوهر الحركة في مركز اللغة الأيسلندية الرفيعة. ورئيسه أو رئيس شعراء بناء الكلمة‘ (allsherjarnýyrðaskáld) هو الأيسلندي «بيتر بورستاينسون» (Pétur Þorsteinsson).

## أصل الاسم
اسم اللغة الآيسلندية الرفيعة مأخوذ من مصطلح اللغة النرويجية الرفيعة، وهي النموذج المحافظ من اللغة النرويجية. وكلمة «فرونسكا» (frónska) هي الاسم الشاعري للغة الأيسلندية، وهي مأخوذة من كلمة frón، وهي اسم شاعري للآيسلندية مذكور في التراث النثري الأيسلندي Prose Edda.

## الصفائية اللغوية
تركز اللغة الأيسلندية الرفيعة على الصفائية اللغوية الشديد بالتخلص الكلمات المستعارة من اللغات اللاتينية والإنجليزية وخاصة الدنمركية.

## وصلات خارجية
مركز اللغة الأيسلندية الرفيعة *